# Florin Segărceanu
Florin Segărceanu (Bucarest, 29 marzo 1961) è un allenatore di tennis ed ex tennista rumeno.

## Carriera
In carriera ha vinto un titolo di doppio, il Cologne Grand Prix nel 1983, in coppia con lo statunitense Nick Saviano. Nei tornei del Grande Slam ha ottenuto il suo miglior risultato raggiungendo il terzo turno nel doppio misto all'Open di Francia nel 1983.
In Coppa Davis ha giocato un totale di 63 partite, ottenendo 38 vittorie e 25 sconfitte. Per la sua dedizione nel rappresentare il proprio Paese nella competizione è stato insignito del Commitment Award.

## Statistiche

### Doppio

#### Vittorie (1)
| Numero | Anno            | Torneo                      | Superficie | Compagno     | Avversari in finale       | Punteggio |
| 1.     | 30 ottobre 1983 | Cologne Grand Prix, Colonia | Sintetico  | Nick Saviano | Paul Annacone Eric Korita | 6-3, 6-4  |

#### Finali perse (5)
| Numero | Anno            | Torneo                      | Superficie  | Compagno          | Avversari in finale         | Punteggio     |
| 1.     | 16 ottobre 1983 | Swiss Indoors, Basilea      | Cemento     | Stefan Edberg     | Pavel Složil Tomáš Šmíd     | 1-6, 6-3, 6-7 |
| 2.     | 20 maggio 1984  | BMW Open, Monaco di Baviera | Terra rossa | Eric Fromm        | Boris Becker Wojciech Fibak | 4-6, 6-4, 1-6 |
| 3.     | 20 ottobre 1985 | Tel Aviv Open, Tel Aviv     | Cemento     | Michael Robertson | Brad Gilbert Ilie Năstase   | 3-6, 2-6      |
| 4.     | 30 luglio 1989  | Mercedes Cup, Stoccarda     | Terra rossa | Cyril Suk         | Petr Korda Tomáš Šmíd       | 3-6, 4-6      |
| 5.     | 19 agosto 1990  | ATP Praga, Praga            | Terra rossa | George Cosac      | Vojtěch Flégl Daniel Vacek  | 7-5, 4-6, 3-6 |